# نرجوس موشح
نرجوس موشح أو نجمة الفارس الموشحة (الاسم العلمي: Hippeastrum vittatum)، نوع نبات بصلي الشكل من فصيلة النرجسية. موطنه الأصلي البيرو وينتشر من جنوب البرازيل إلى الأرجنتين.